# أوين لويد
أوين لويد هو لاعب هوكي الجليد كندي، ولد في 30 أبريل 1957 في منطقة شمال فانكوفر ‏ في كندا.

## وصلات خارجية
- أوين لويد على موقع دوري الهوكي الوطني (الإنجليزية)
- أوين لويد على موقع EliteProspects.com (الإنجليزية)
- أوين لويد على موقع HockeyDB.com (الإنجليزية)